# Castella

Corona de Castella a partir del 1492.

Castella és un país de la península Ibèrica, i antigament regne. Castella és el lloc d'origen de la llengua castellana.

## Etimologia
L'origen del terme Castella prové de terra de castells, ja que en acabar el segle viii les diferents ràtzies musulmanes obligaren a farcir Bardúlia de castells defensius. El terme és escrit per primer cop en 15 de setembre del 800 a Taranco de Mena (Burgos): "Bardulia Quae nunc vocatur Castella", i el 883, quan s'escriu la Crònica Albeldense ja és de plena vigència.

## Geografia
Hi ha una infinitat de versions sobre els límits exactes de Castella. Les úniques províncies que apareixen a totes les versions són Àvila, Burgos, Segòvia, Sòria, Conca, Madrid i Guadalajara.
El territori de Castella correspon tradicionalment a les regions històriques de Castella la Nova i Castella la Vella, i estaria format aproximadament per les actuals províncies espanyoles:
- Castella la Vella:
  - Àvila, Burgos, Segòvia i Sòria a Castella i Lleó.
  - La Rioja
  - Una part de Cantàbria

- Castella la Nova:
  - Albacete, Ciudad Real, Conca, Guadalajara i Toledo a Castella-La Manxa.
  - La Comunitat de Madrid.
  - Els municipis —sota administració valenciana— de Requena, Utiel, Caudete de las Fuentes, Venta del Moro, Fuenterrobles, Villargordo del Cabriol i Camporrobles.

La província d'Albacete històricament havia format part de Castella la Nova, però també del Regne de Múrcia, on va pertànyer en els darrers anys fins a l'organització autonòmica actual, en què es va incorporar a Castella-La Manxa.
Les províncies de Valladolid i Palència apareixen als mapes inclosos en Castella.

## Història
El Comtat de Castella. Castella va sorgir com a comtat dependent del Regne de Lleó. El nom respon a la gran quantitat de castells en aquella zona. Al segle x, el Comtat de Castella es va independitzar del Regne de Lleó; més tard seria conquerit pel Regne de Navarra; però, posteriorment, Sanç III el Major la deixaria en herència al seu fill Ferran com a Regne.
El Regne de Castella. El Regne de Castella es va expandir cap al sud i conquerí la Taifa de Toledo, que passà a ser una província del Regne de Castella —a diferència del Regne de València, estat confederat a Catalunya i Aragó— i que posteriorment s'anomenaria Castella la Nova, a diferència del Regne de Castella, que s'anomenaria Castella la Vella.
La Corona de Castella. La primera Corona de Castella —resultant de la conquesta de la Taifa de Toledo per part de Castella— s'uniria definitivament a la Corona de Lleó (Regnes de Lleó, Astúries i Galícia) l'any 1230, després de dos intents fallits, cosa que donaria com a resultat la definitiva Corona de Castella (conjunt de regnes-nacions sobre els quals s'havia imposat el Regne de Castella), sobre la qual regnaria Isabel I la Catòlica.
Castella dins d'Espanya. En l'època moderna, malgrat que Espanya era una monarquia confederal, la Corona de Castella va esdevenir la nació hegemònica culturalment i econòmicament. Després de la Guerra de Successió Espanyola, Felip V de França va annexionar-se a la Corona de Castella els estats de la Corona d'Aragó com a càstig per haver donat suport a l'Arxiduc Carles (Carles III d'Aragó i Castella) i mitjançant els Decrets de Nova Planta va imposar-los les lleis, les institucions i la llengua de Castella, el que donà a llum a Espanya com a estat nació, el primer Rei de la qual fou Felip V. D'aquest primer procés centralista de caràcter absolutista, se salvarien només la Vall d'Aran, el Regne de Navarra i el País Basc, que igualment acabarien sucumbint durant el centralisme liberal del Regnat d'Isabel II.
Quan es van crear les comunitats autònomes, Castella la Vella va perdre les dues províncies de fora de la Meseta —La Rioja i Cantàbria— i es va unir amb Lleó, formant Castella i Lleó. Castella la Nova es va dividir en la Comunitat de Madrid —que abastava únicament la província de Madrid— i Castella-La Manxa, que guanyava la província d'Albacete fins aquell moment murciana, tot i que històricament també havia format part de Castella la Nova.(Mapa històric) Arxivat 2008-12-05 a Wayback Machine.
Actualment, hi ha alguns partits castellanistes minoritaris, com Tierra Comunera (TC) o Izquierda Castellana (Iz-Ca). que defensen la unió de totes les comunitats autònomes castellanes. Cap d'aquests partits no té actualment representació en cap parlament autonòmic, encara que Tierra Comunera va arribar a treure un diputat per Burgos.

## Mapes

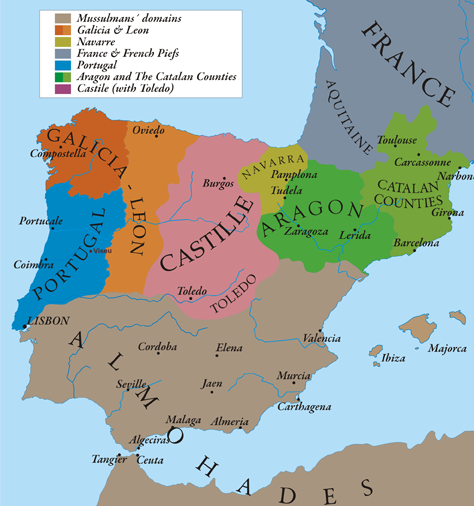
Regne de Castella el 1210
Els regnes de la Corona de Castella l'any 1400. Fixeu-vos com Castella Antiga s'anomenava Regne de Castella i Castella Nova s'anomenava Regne de Toledo.
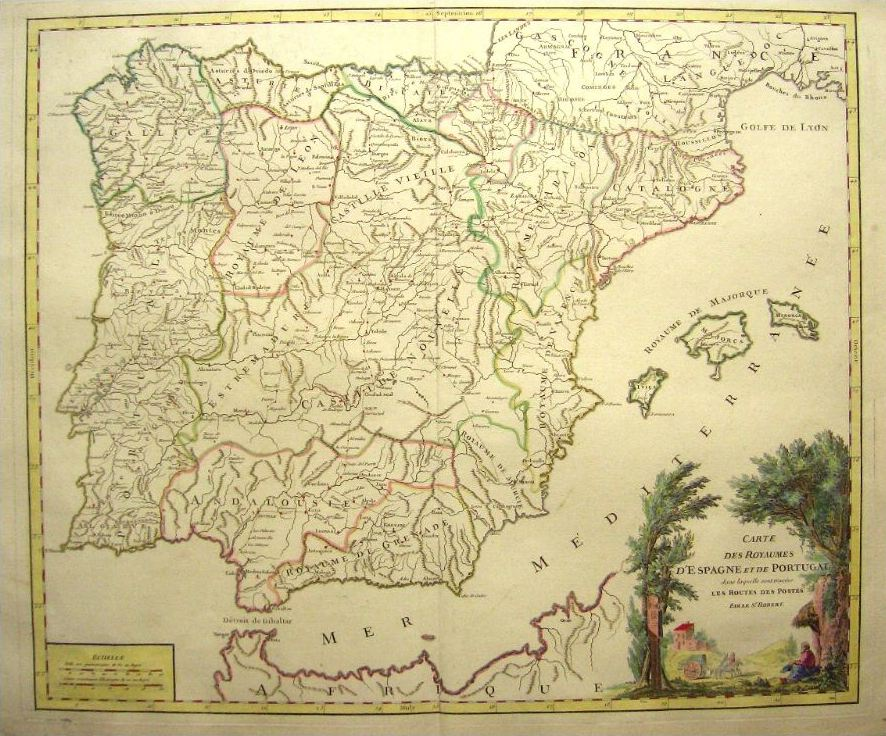
Castella i altres regions ibèriques el 1770
Les regions de Castella la Vella i Castella la Nova (1833 fins a principis dels anys vuitanta).
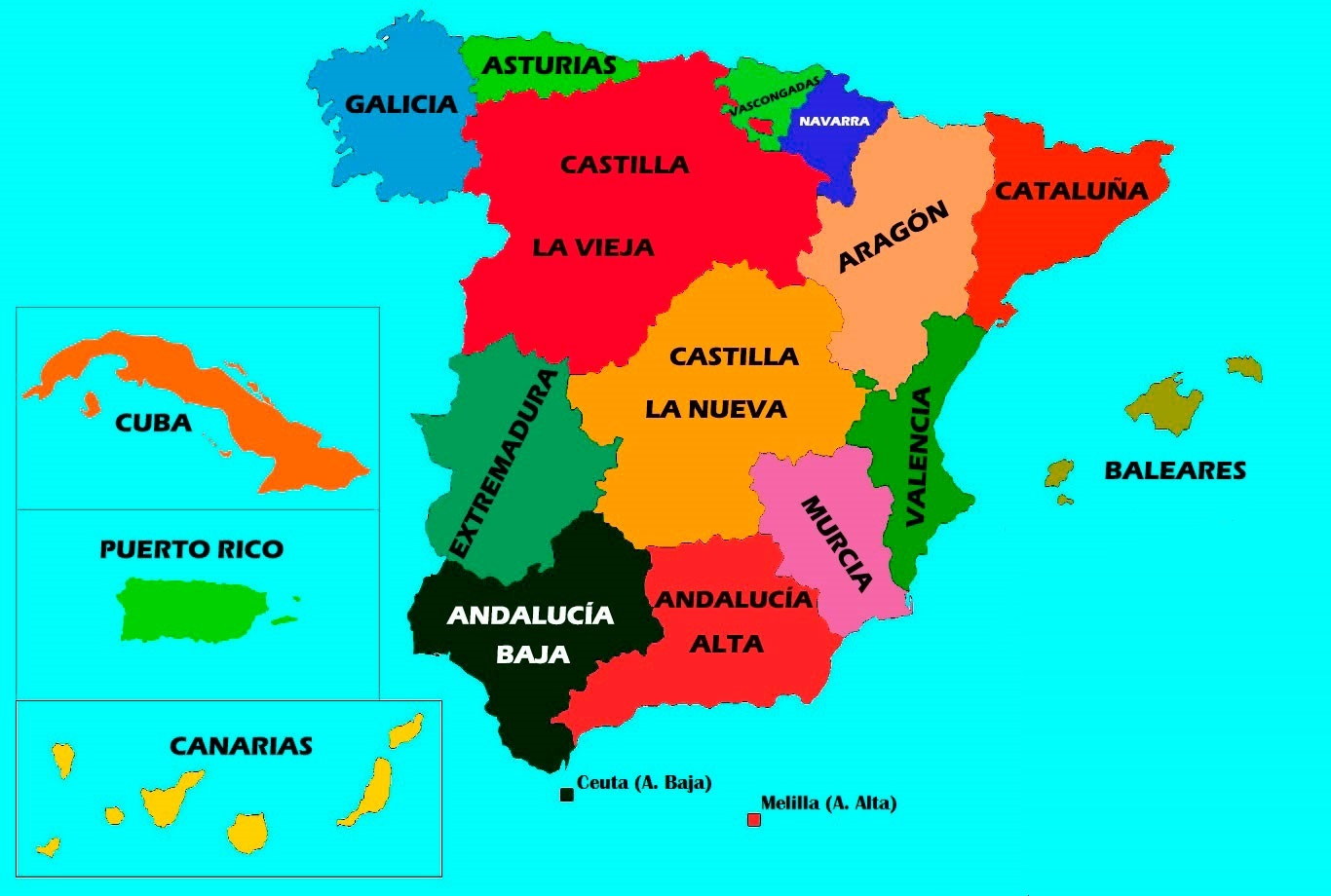
Estats federals a la 1a República Espanyola segons la Constitució de 1873. Hi ha una Castella la Vella i una de Nova.
Comunitats autònomes que utilitzen "Castella" en els seus noms (des dels anys 80), més la comunitat de Madrid. La regió lleonesa es va unir amb la de Castella la Vella, la regió d'Albacete es va unir amb la de Castella la Nova, mentre que Cantàbria, La Rioja i Madrid es van convertir en regions administratives pròpies.